# 7390 Kundera
7390 Kundera eller 1983 QE är en asteroid i huvudbältet som upptäcktes den 31 augusti 1983 av Kleť-observatoriet i Tjeckien. Den är uppkallad efter den tjeckiska författaren Milan Kundera.
Asteroiden har en diameter på ungefär 6 kilometer och den tillhör asteroidgruppen Eunomia.